# Mormant-sur-Vernisson
Mormant-sur-Vernisson é uma comuna francesa na região administrativa do Centro, no departamento Loiret. Estende-se por uma área de 10,55 km². Em 2010 a comuna tinha 127 habitantes (densidade: 12 hab./km²).